# Reynès

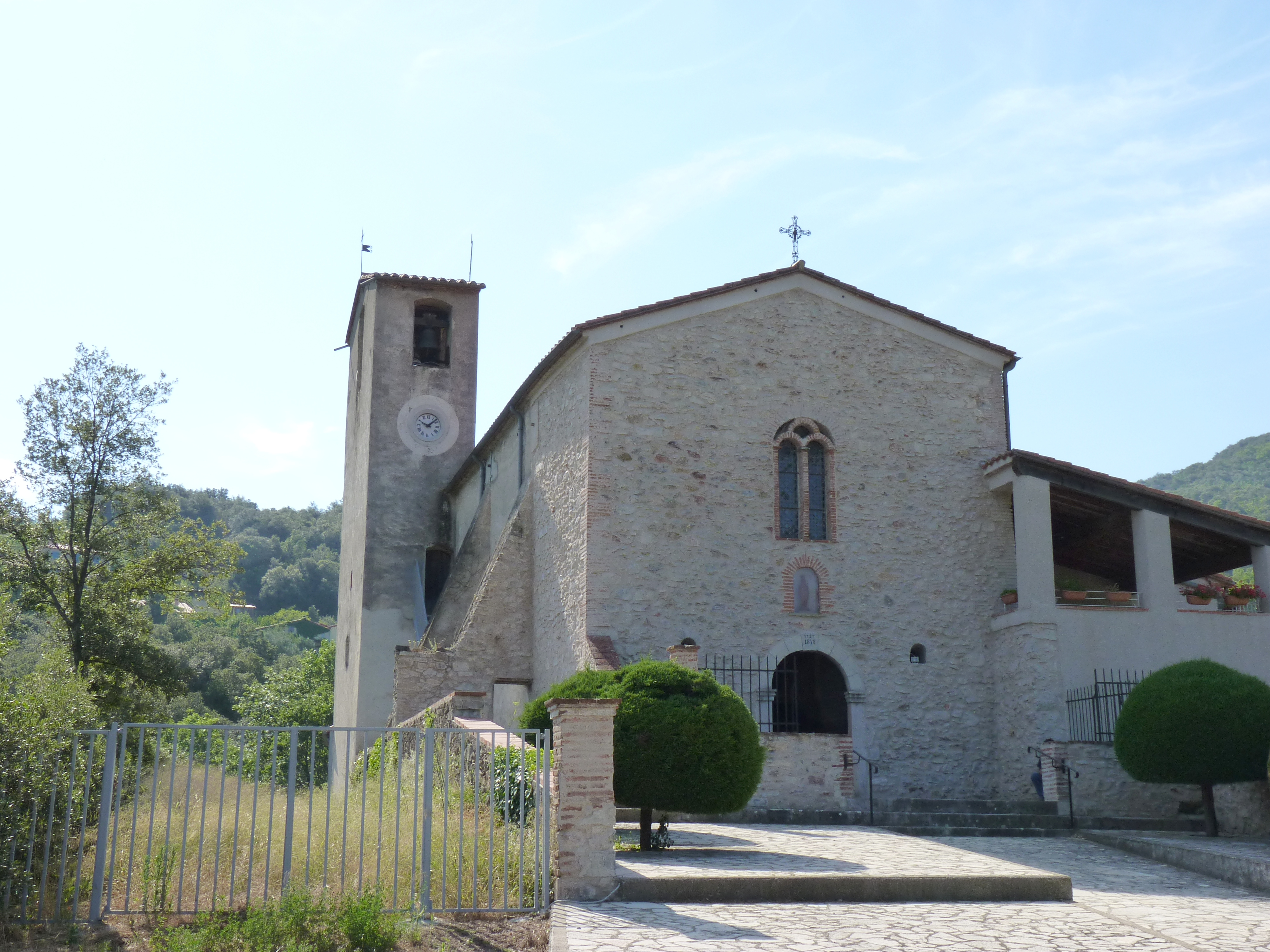
Kościół w Reynès, 2010

Reynès – miejscowość i gmina we Francji, w regionie Oksytania, w departamencie Pireneje Wschodnie.
Według danych na rok 1990 gminę zamieszkiwały 964 osoby, a gęstość zaludnienia wynosiła 35 osób/km² (wśród 1545 gmin Langwedocji-Roussillon Reynès plasuje się na 352. miejscu pod względem liczby ludności, natomiast pod względem powierzchni na miejscu 236.).

## Populacja

Populacja Reynès w latach 1962–2008